# La Sacca
La Sacca è un quartiere sito nel centro-sud di Ivrea con una popolazione di 5 320 abitanti. Nel quartiere vi sono due chiese cattoliche e una valdese. Le due nuove chiese cattoliche costruite di recente fanno parte della diocesi di Ivrea, una è intitolata al "Sacro Cuore di Gesù", l'altra ai "Santi Quattro Evangelisti".
A La Sacca vi è un asilo, una scuola elementare, una scuola media e un istituto tecnico. Inoltre è attraversata dalla ferrovia Chivasso-Ivrea-Aosta.
Oltre ad avere una palestra. vi è un campo sportivo "campo Brunoldi" con una capienza di 100 spettatori, dove gioca la società calcistica del U.S.D. San Grato Ivrea militante in terza categoria. Nel 2012 vi è transitato il Giro d'Italia.